# Daniel J. Boorstin
Daniel Joseph Boorstin (né le 1er octobre 1914 à Atlanta et mort le 28 février 2004 à Washington, D.C.), est un universitaire, historien et juriste américain, qui a été bibliothécaire de la Bibliothèque du Congrès des États-Unis de 1975 à 1987. Il est surtout connu en France par son essai historique intitulé « Les Découvreurs (en) ».

## Biographie
Boorstin est d'abord diplômé en droit de l'université Harvard avec la plus haute mention puis étudie au Balliol College d'Oxford en tant que boursier « Rhodes », et enfin soutient une thèse de doctorat à l'université Yale. Il exerce en tant qu'avocat et professeur de l'université de Chicago pendant 25 ans. Il est également directeur du National Museum of History and Technology de la Smithsonian Institution. Boorstin écrit plus de vingt livres, dont deux trilogies fameuses. La première sur l'expérience américaine dont le dernier tome, The Americans: The Democratic Experience, est couronné du Prix Pulitzer (catégorie essai historique) en 1974. La seconde sur l'aventure intellectuelle de l'humanité : les trois volumes, The Discoverers, The Creators et The Seekers, examinent l'histoire scientifique, artistique et spirituelle de l'humanité.
Lorsque le président Gerald Ford nomme Boorstin à la tête de la Bibliothèque du Congrès, cette décision, saluée par l'association des auteurs américains (Authors League of America), est combattue par l'American Library Association au motif que Boorstin n'est pas bibliothécaire. Toutefois, le Sénat américain confirme la nomination sans débattre.

## Distinctions
- Grand officier de l'ordre de l'Infant Dom Henri

## Apport
Dans le seul domaine de la sociologie, l'essai de Boorstin intitulé L'Image, ou ce qu'il advint du Rêve américain (en) (1961) a fait date en tant que première étude sur la genèse de l'hyperréalité et de la postmodernité et leur manifestations dans la société américaine[réf. nécessaire]. Boorstin décrit une dérive de la culture américaine (qu'il attribue au premier chef à la publicité) par laquelle la reproduction ou la simulation d'un événement est perçue comme « plus réelle » que l'événement lui-même. C'est ainsi qu'il forge le concept de pseudo-événement (pseudo-event) pour désigner des événements ou des comportements dont la seule fonction est de créer une accroche pour la publicité ou les différentes formes de réclame. Ce concept de pseudo-événement trouvera un écho quelques années plus tard chez des auteurs comme Jean Baudrillard et Guy Debord. Cet ouvrage reste l'un des classiques de la sociologie aux États-Unis[réf. nécessaire].
Dans Les Découvreurs, Boorstin avance l'idée que « Le principal obstacle à la découverte de la forme de la Terre, des continents, et des océans n'a pas été l'ignorance, mais l'illusion de savoir ».

## Œuvres
- Daniel J. Boorstin, L'Image, ou ce qu'il advint du Rêve américain [« The Image: A Guide to Pseudo-Events in America, éd. Vintage Books »], Paris, éditions Julliard, coll. « 10/18 », 1961 (1963 pour la france) (réimpr. 1971, éd. 10/18)
- Daniel J. Boorstin (trad. Jacques Bacalu, Jérôme Bodin, Béatrice Vierne), Les Découvreurs [« The Discoverers: A History of Man's Search to Know His World and Himself »], Paris, Robert Laffont, coll. « Bouquins », 1983 (réimpr. 1988, 2002), 761 p. (ISBN 2-221-05587-X)
- Daniel J. Boorstin, Histoire des Américains, Robert Laffont, coll. « Bouquins », 1991